# Margarida (prenom)
Margarida és un prenom femení català. En balear és comuna la forma Margalida. Antigament també s'usava Margarita.
Prové del del llatí margarita, derivat del grec μαργαρίτης, que significa perla. Margarida també és el nom de la planta margarida.

## Hipocorístics
Margarida ha estat un prenom molt comú des de l'època medieval en l'àmbit català. Com a hipocorístics o variants afectuoses de Margarida trobem:
- Garida[3]
- Guida (comú en català oriental)
- Guideta (comú en català oriental, variant de Guida)
- Guidó (comú en català oriental, variant de Guida)
- Guidona (comú en català oriental, variant de Guida)
- Guidons (comú en català oriental, variant de Guida)
- Guidot (despectiu, comú en català oriental, variant de Guida)
- Guidota (despectiu, comú en català oriental, variant de Guida)
- Lida (prové de la forma Margalida)[4]
- Margalida (comú a les Balears)[2]
- Margalidó[3]
- Margarideta
- Margaridó
- Margaridoia
- Margaridota
- Margarita (antic)[2]

## Difusió
Versions en altres idiomes:
- alemany: Margaret
- anglès: Margaret
- espanyol: Margarita
- francès: Marguerite, Margot, Margaux
- occità: Margarida[5]
- italià: Margherita
- polonès: Małgorzata
- portuguès: Margarida
- sard: Margarida

## Onomàstica
La festa onomàstica de Margarida es pot celebrar en diversos dies de l'any, ja que hi ha moltes santes que portaren aquest prenom:
- Santa Margarida d'Antioquia, santa del cristianisme, el 20 de juliol, la més tradicional en l'àmbit català.
- Santa Margarida d'Escòcia, reina consort d'Escòcia, el 16 de novembre.
- Santa Margarida d'Hongria, princesa d'Hongria del segle xiii, el 18 de gener.
- Santa Margarida Maria Alacoque, monja salesa del segle xvii, el 16 d'octubre.

## Biografies
- Nobles:
  - Margarida de Prades, reina consort de la Corona d'Aragó
  - Margarida d'Espanya (1651 - 1673), emperadriu romanogermànica
  - Margarida d'Àustria (1480 - 1530), duquessa de Savoia
  - Margarida d'Àustria (1584 - 1611), reina d'Espanya
  - Margarida d'Àustria (1870 - 1902), duquessa de Württemberg
  - Margarida de Saxònia (1840 - 1858), arxiduquessa d'Àustria
  - Margarida del Regne Unit (1882 - 1920), princesa hereva de Suècia
  - Margarida del Regne Unit (1930 - 2002), comtessa de Snowdon
  - Margarida d'Escòcia, princesa de Noruega, reina d'Escòcia entre 1286 i 1290
  - Margarida d'Escòcia i de Beaufort, filla de Jaume I d'Escòcia
  - Margarida d'Angulema, duquessa consort d'Alençon i reina consort de Navarra
  - Margarida de Parma, filla de Carles V, governadora dels Països Baixos
  - Margarida de Provença, infanta de Provença i reina consort de França
  - Margarida de Valois, muller d'Enric IV de França i Navarra
  - Margarida I de Dinamarca, reina de Dinamarca, Noruega i Suècia
  - Margarida II de Dinamarca, reina de Dinamarca de 1972 ençà
  - Margarida III de Flandes, comtessa de Flandes i d'Artois, duquessa de Borgonya, muller de Felip II de Borgonya
  - Margarida de Savoia, princesa de Savoia
  - Margarida de Savoia, princesa de Savoia i reina consort de Nàpols
  - Margarida de Borbó-Dampierre (1211 - 1256), també coneguda com a Margarida de Navarra, tercera i última esposa de Teobald I de Navarra
  - Margarida de Borbó i de Borgonya (1438 - 1483), princesa de Borbó i duquessa consort de Savoia.
  - Margarida de Borbó i Borbó (1939 -): germana del rei Joan Carles I d'Espanya i filla de Joan de Borbó i Battenberg
  - Margarida de Prússia, princesa de Prússia i Alemanya
  - Margarida de Mèdici, duquessa consort de Parma
  - Margarida Malatesta, senyora consort de Màntua
  - Margarida Gonzaga de Màntua, noble italiana
- Actrius: 
  - Margarida Xirgu, actriu de teatre
- Variant Margalida:
  - Margalida Alemany Enseñat, cuinera
  - Margalida Pons i Jaume, escriptora
  - Margalida Fullana, esportista
  - Margalida Rosselló, política
  - Margalida Munar, política
  - Margalida Llobera, Margaluz, cantant i actriu
  - Margalida Moner, política
  - Margalida Crespí, esportista

### Versió Margarita
- - Margarita Carmen Cansino, coneguda com a Rita Hayworth, actriu
  - Margarita Salas Falgueras, científica
  - Margarita Brender Rubira (1919, Romania): 
  - Margarita Isabel Cabrer González (Barcelona, 1969), política mallorquina
  - Margarita Ledo Andión (Castro de Rei, 1951), periodista i escriptora gallega
  - Margarita Mariscal de Gante Mirón (Madrid, 1954), política i jurista espanyola que fou Ministra de Justícia
  - Margarita Nájera Aranzábal, política basca establerta a Calvià la dècada de 1920
  - Margarita Nuez Farnos (Foz-Calanda, 1940) dissenyadora de moda aragonesa
  - Margarita Pin Arboledas (València, 1949), política valenciana
  - Margarita Retuerto Buades (Palma, 1944 – Madrid, 2005), advocada mallorquina
  - Rosario Margarita Sanz Alonso (València, 1951), coneguda com a Marga Sanz, política valenciana

### Versió Marguerite
- Marguerite Duras, escriptora
- Marguerite Yourcenar, escriptora
- Marguerite Broquedis, tennista
- Marguerite Ugalde, cantant
- Marthe-Marguerite Caylus, escriptora

### Versió Margaret
- Margaret Thatcher, política
- Margaret Atwood, escriptora
- Margaret Dumont, actriu
- Margaret Mitchell, escriptora
- Margaret Mead, antropòloga
- Margaret Woodbridge, esportista
- Margaret Turnbull, astrònoma
- Margaret Rutherford, actriu
- Margaret Cavendish, noble i escriptora
- Margaret Murray, antropòloga
- Margaret Simpson, esportista
- Mariel Margaret Hamm, esportista
- Margaret Price, soprano
- Margaret Fuller, filòsofa
- Margaret Mee, artista botànica
- Margaret Bakkes, escriptora
- Margaret Archer, sociòloga
- Joyce Cooper, Margaret Cooper, esportista
- Maggie Smith, Margaret Natalie Smith, actriu
- Margaret Sanger, defensora del control de natalitat
- Margaret Skinnider, revolucionaria i feminista
- Edith Margaret Hannam, tennista
- Margaret Derden Philpott, coneguda com a Madge Bellamy, actriu
- Molly Brown, nascuda Margaret Tobin, supervivent del naufragi del Titànic
- Maggie Simpson, Margaret Maggie Simpson, personatge de dibuixos animats de la sèrie Els Simpson

### Versió Margherita
- Margherita Carosio, soprano
- Margherita Dall'Aglio, muller de Giambattista Bodoni
- Margherita Lilowa, cantant

## Refranys
Hi ha moltes dites populars i refranys en què trobem el prenom Margarida, sobretot en referència a Santa Margarida (20 de juliol):
- «Per santa Margarida, l'avellana és mitja; per santa Magdalena, l'avellana és plena» (Empordà, Garrotxa).
- «Per Santa Àgueda planta l'alfàbrega, que per Santa Margalida ja serà florida».
- «Per Santa Margalida, garrova tenyida» (Mall.).
- «Sant Margalida l'encén i sant Bernat l'apaga»: fa referència a la calor, que a partir del 20 de juliol augmenta però a partir del 20 d'agost comença a afluixar. També hi ha la variant «La monja l'encén i el frare l'apaga» en referència a la identitat dels sants (Mall.).

## Topònims
- Entitats de població:
  - Margarida, nucli de població del Comtat que forma part del municipi de Planes.
  - Santa Margarida i els Monjos, municipi de l'Alt Penedès.
  - Santa Margalida, vila i municipi de Mallorca.
  - Santa Margarida de Bianya, nucli de població pertanyent al municipi de la Vall de Bianya (Garrotxa).
  - Santa Margarida de Montbui, vilatge de la comarca de l'Anoia.
  - Santa Margarida, urbanització del municipi de Roses (Alt Empordà).
  - Santa Margarida, barri de Palafrugell (Baix Empordà).
  - Borda de Margalida, antiga borda del Pallars Jussà.
  - Cantó de Marsella Santa Margalida, cantó francès del departament de Boques del Roina, del districte de Marsella.
  - Santa Margherita di Belice, vilatge de Sicília.
  - Sainte-Marguerite-d'Elle, vilatge de Normandia, França.
  - Ducy-Sainte-Marguerite, vilatge de Normandia, França.
  - Sainte-Marguerite-en-Ouche, vilatge de Normandia, França.
  - Sainte-Marguerite-de-Viette, vilatge de Normandia, França.
  - Sainte-Marguerite-sur-Duclair, vilatge de Normandia, França.
  - Sainte-Marguerite-de-Carrouges, vilatge de Normandia, França.
  - Sainte-Marguerite-des-Loges, vilatge de Normandia, França.
  - Sainte-Marguerite-sur-Fauville, vilatge de Normandia, França.
  - Sainte-Marguerite-sur-Mer, vilatge de Normandia, França.
  - Sainte-Marguerite-de-l'Autel, vilatge de Normandia, França.
  - Élincourt-Sainte-Marguerite, vilatge de Picardia, França.
  - Sainte-Marguerite (Alt Loira), vilatge de l'Alt Loira, França.
  - Le Vernet-Sainte-Marguerite, vilatge d'Alvèrnia, França.
  - Rancho Santa Margarita, vilatge de Califòrnia, Estats Units.
- Orografia:
  - Turó de Santa Margarida, muntanya del municipi de Cànoves i Samalús (Vallès Oriental).
  - Volcà de Santa Margarida, volcà del municipi de Santa Pau (Garrotxa).
  - Santa Margarida, illa de Provença (França), al municipi de Canes.
  - Santa Margarida, muntanya entre els municipis de Guixers (Solsonès) i Gòsol (Berguedà).
  - Pic Margalida, muntanya d'Osca (Aragó).
  - Illa Margarita, illa de Veneçuela
  - Margaret River, regió d'Austràlia
  - Punta Marguerite, muntanya entre l'Alta Savoia i la vall d'Aosta.

## Monuments
- Santa Margarida de Benavent de la Conca, església del poble de Benavent de la Conca.
- Santa Margarida de Peranera, ermita romànica del poble abandonat de Peranera (Tremp, Pallars Jussà).
- Santa Margarida de Viladepost, antiga parròquia del castell d'Argençola (Bages).
- Santa Margarida de Martorell, jaciment arqueològic (església i necròpoli) medieval al Baix Llobregat.
- Església de Santa Margalida de Palma, església de Palma a l'illa de Mallorca.
- Palazzo Margherita, palau de Roma